# François de Montmorency-Bouteville
François III de Montmorency-Bouteville fue un noble y militar francés del siglo XVII.

## Biografía
Nació en París, cerca del año 1600, como el segundo hijo hombre de sus padres, el Vicealmirante de la Real Armada Francesa bajo el reinado de S.M. Enrique IV de Francia, Louis de Montmorency-Bouteville, Señor de Bouteville y de Précy, Caballero de las Órdenes del Rey, Vicealmirante de Francia, Gobernador de Senlis, y de Charlotte-Catherine de Luxe, Condesa soberana de Luxe y Baronesa de Ostabat, de Lantabat, de Tardets y de Ahaxe.
En 1616, al fallecer si descendencia su hermano mayor Henri de Montmorency-Bouteville (1597-1616), Conde soberano de Luxe, Vicealmirante de Francia en 1614 y Gobernador de Senlis, lo sucede en sus títulos y cargos. 
Sirve brillantemente en tiempos de S.M. Luis XIII de Francia en los sitios de Saint-Jean-d'Angély (1621), de Montauban (1622), de Royan y de Montpellier, aplastando la insurrección hugonote. Dio pruebas de su bravura en Saintonge y en Languedoc contra los protestantes.
En 1625, no pudiendo estar inactivo y "siguiendo el ejemplo de sus ancestros, siempre dispuestos a respirar sólo la gloria de las armas", aprovechó un intervalo de tregua en las guerras de religión para, junto con el Príncipe Mauricio I de Orange-Nassau, defender a la ciudad de Breda del sitio impuesto por los ejércitos españoles.
El ferviente deseo de apoyar a su primo el Duque Enrique II de Montmorency, Almirante de Francia, en su expedición a La Rochelle, lo llevó al teatro de guerra, donde finalmente fueron aplastados los hugonotes. "Ningún Señor secundó con tal coraje, actividad y prudencia al Gran Almirante Montmorency, siendo el mayor responsable de dicha victoria después de su primo el Duque".

## Célebre duelista

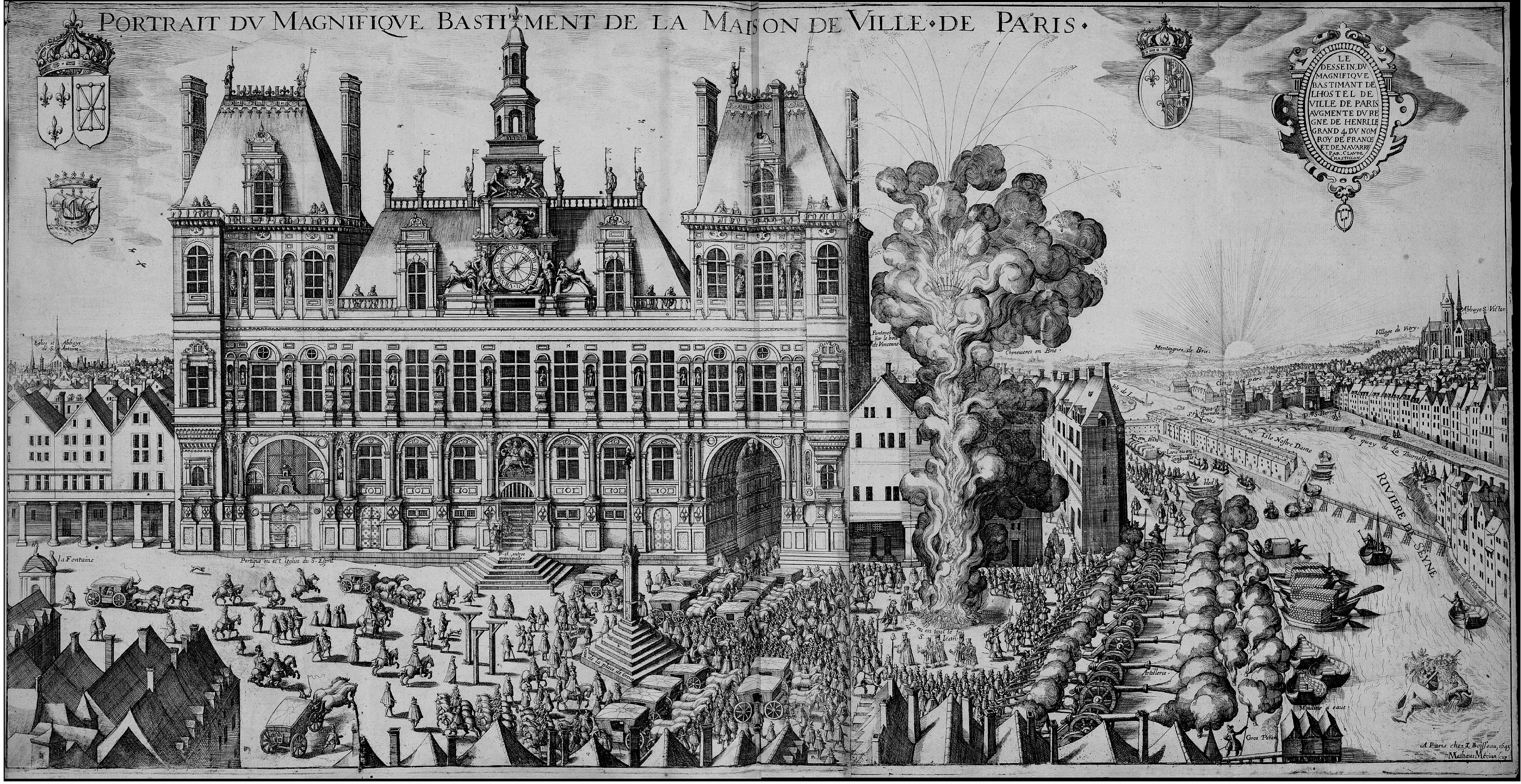
Plaza de Grève, actualmente, Plaza del Ayuntamiento de París, en el.

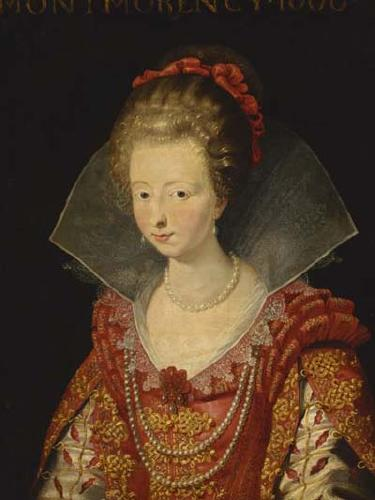
Charlotte-Marguerite de Montmorency, Princesa de Condé, mujer del Príncipe Enrique II de Borbón-Condé, quien abogara ante S.M. el Rey por la vida de su primo François de Montmorency-Bouteville.

Gran aficionado a batirse en duelo, desafió al Conde de Pont-Gibaud, luego mata al Marqués de Portes en 1625, al Conde de Thorigny el 25 de marzo de 1626 y pelea con el Barón de La Frette en 1627 y, habiendo matado ya a más de veinte oponentes, se ve obligado a huir a Bruselas con el propósito de escapar de la ira de Luis XIII. A pesar de la intercesión de varias personas, incluyendo la de la Archiduquesa Isabel Clara Eugenia de Austria, Gobernadora de los Países Bajos y la de sus primos el Príncipe Luis II de Borbón-Condé -el "Gran Condé"-, y el Duque Enrique II de Montmorency, S.M. el Rey Luis XIII se negó persistentemente a perdonarlo.
Furioso por esta decisión real, François de Montmorency-Bouteville jura luchar a plena luz del día en el centro de París, desafiando abiertamente la autoridad del monarca, mientras el Cardenal Richelieu acababa de emitir un decreto con fecha 2 de junio de 1626, que prohibía batirse en duelo, bajo pena de muerte en el caso de los reincidentes. Los edictos reales anteriores ya amenazaban con la pena de muerte a todos los autores de duelos, pero dicha sentencia muy rara vez se aplicaba. 
Cuando el Cardenal Richelieu fue nombrado primer ministro de Luis XIII, el Consejo del Rey decidió poner fin a esta plaga de duelos que diezmó a la flor y nata de la nobleza francesa. El decreto del 24 de marzo de 1626, presentado al Rey por el Cardenal, preveía que los infractores no reincidentes, en primer lugar, perderían definitivamente cualquier cargo o dignidad que le haya sido concedida por el S.M. el Rey, y el castigo penal, no capital, sería impuesto por la justicia real; en segundo lugar, la pena de muerte se buscó en contra de la repetición o reincidencia infringiendo la aplicación efectiva de los edictos reales anteriores.
Así puestas las cosas, François de Montmorency-Bouteville, cayó en la mira de la Corte debido a sus contantes desacatos. El 12 de mayo de 1627, fue provocado por François de Harcourt, Conde de Beuvron y primo del Conde de Thorigny -más arriba nombrado-, con la intención de vengar a su pariente, batiéndose ambos en duelo en la Plaza Real de París. Montmorency-Bouteville tenía a su compañero François de Rosmadec, Conde de Chapelles, y Harcourt-Beuvron a Henri de Clermont-d'Amboise, Marqués de Bussy-d'Amboise, con sus respectivos escuderos. El resultado fue una gran batalla a espada y daga, que terminó cuando Rosmadec muele a golpes a Clermont-d'Amboise hasta matarlo. Harcourt huye a refugiarse a Inglaterra y Montmorency-Bouteville junto a  Rosmadec son encarcelados en la prisión de La Bastilla.
El Parlamento de París, actuando penalmente, el 21 de julio de 1627, pronuncia sentencia contra ambos condenándolos a la pena de muerte, con el privilegio de la decapitación -reservado únicamente para la nobleza-. A pesar, de las innumerables peticiones de indulto formuladas por diversos dignatarios de la nobleza francesa, Luis XIII de Francia mantuvo de manera inflexible su decisión. 
El mismo día 21 de julio, en una reunión del Consejo Real, el Cardenal Richelieu, dirigiéndose al Rey, resumió la situación manifestándole una de sus famosas frases: "Señor, es cuestión de cortar la garganta de los duelos, o bien, de cortar la garganta de las leyes de Su Majestad".
Ante la dramática situación, su mujer, la Condesa de Bouteville, Élisabeth-Angélique de Vienne, tomó la decisión de presentarse ante el Rey como último esfuerzo para salvar la vida de su marido, acudiendo al Palacio del Louvre acompañada de la Princesa de Condé Charlotte-Marguerite de Montmorency -mujer del Príncipe Enrique II de Borbón-Condé-, de la Princesa Orsini Marie-Félicie des Ursins -mujer del Duque Enrique II de Montmorency-, de Charlotte de Montmorency -mujer del Príncipe Carlos de Valois-Angoulême, Duque de Angulema-, y de la Duquesa Marguerite de Montmorency -mujer del Duque de Ventadour Anne de Lévis-Mirepoix-. S.M. el Rey se negó a recibirlas en sus aposentos, pero permitió que la audiencia se llevara a cabo en la cámara de la Reina. Arrodilladas a los pies del monarca, las señoras suplicaron el indulto para los dos condenados a muerte, manifestando Luis XIII que: "sus pérdidas también son sensibles para mí, pero mi conciencia me prohíbe que los perdone".
François de Montmorency-Bouteville y François de Rosmadec fueron decapitados en la Plaza de Grève el 22 de julio de 1627.

## Matrimonio y descendencia

Escudo de armas de la Casa de Vienne.

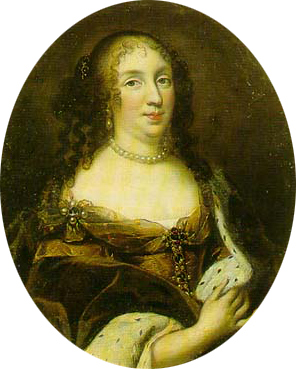
Isabel Angélica de Montmorency-Bouteville, Duquesa de Châtillon, Princesa de Mecklenburg-Schwerin.

El Conde soberano de Luxe contrajo matrimonio el 17 de marzo de 1617 con Élisabeth Angélique de Vienne, hija del Caballero Jean de Vienne, Señor de Sarlat, de Mesmillon y de Bonneval, Intendente y Controlador General de las Finanzas de Francia, Consejero privado de S.M. el Rey, Consejero de Estado y del Parlamento de París y Presidente de la Cámara de Cuentas de París (1601-1608), y de Élisabeth Dolu. Fueron los legítimos padres de los siguientes tres hijos:
- 1. Marie-Louise de Montmorency-Bouteville (1625-1684), Marquesa de Étampes-Valençay, que contrajo matrimonio con Dominique d'Étampes-Valençay, Marqués de Valençay y de Happlaincourt.
- 2. Élisabeth-Angélique de Montmorency-Bouteville (1627-1695), Duquesa de Châtillon y Princesa de Mecklemburgo-Schwerin, célebre en la Corte por su belleza, casada en primeras nupcias con el Duque Gaspard IV de Coligny (1620-1649), Duque de Châtillon, Barón de Beaupont, de Beauvoir, de Montjuif, de Roissiat y de Chevignat, Señor de Montmuran y de Tinténiac, Par de Francia en 1648 y Mariscal de Francia. Contrajo segundo matrimonio con el Príncipe Cristián Luis I de Mecklemburgo-Schwerin, duque de Mecklemburgo y Príncipe del Sacro Imperio Romano Germánico.
- 3. François-Henri de Montmorency-Luxembourg (1628-1695), Duque de Luxemburgo y Mariscal de Francia.

## Títulos
- Conde soberano de Luxe.
- Conde de Bouteville.
- Gobernador y Bailío de Senlis.
- Vicealmirante de Francia.